# Brachylophosaurus
A Brachylophosaurus (jelentése 'rövidfejdíszű gyík' az ógörög βραχυ- / brakhü- 'rövid', λοφος / lofosz 'fejdísz' és σαυρος / szaürosz 'gyík' szavak összetételéből, a kis fejdíszre utalva) a hadrosaurida dinoszauruszok családjának egyik közepes méretű, nagyjából 75 millió évvel ezelőtt élt tagja, melynek több csontvázát és csontmederből származó leletanyagát fedezték fel a montanai Judith River- és az albertai Oldman-formációban.

## Anatómia

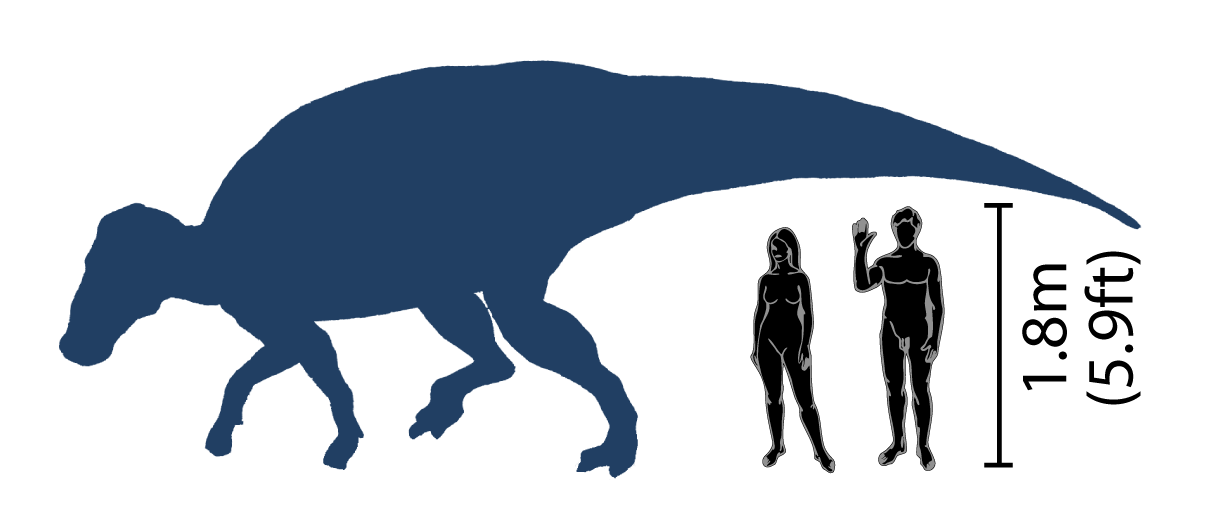
A Brachylophosaurus és az ember méretének összehasonlítása

A Brachylophosaurus a koponyája tetején levő lapos, evezőszerű csontos fejdíszéről ismert. Egyes példányoknál a fejdísz majdnem a teljes koponyatetőt lefedi, míg másoknál a fejdísz rövidebb és keskenyebb. Egyes kutatók szerint ez a testrész a vetélytársak félrelökésére szolgált, bár lehetséges, hogy ehhez nem volt elég szilárd. További egyedi jellemzőnek számítanak a hosszú mellső lábak és a felső állcsont elején levő csőr, ami szélesebb volt a kortárs hadrosauridákénál.
A fentiektől eltekintve a Brachylophosaurus szokványos hadrosaurida volt, melynek felnőtt egyedei elérték a 9 méteres hosszúságot. A többi hadrosauridához hasonlóan a Brachylophosaurus is rendelkezett a táplálék szájban tartására szolgáló pofával és fogak százait tartalmazó fogkészletekkel. Az állat fogai rágásra is alkalmasak voltak, ami ritkán fordul elő a hüllők között, de a Brachylophosaurushoz hasonló madármedencéjű dinoszauruszok esetében gyakorinak számít.
2003-ban tumorokra, köztük hemangiomára, dezmoplasztikus fibromára, áttételes rákra és osteoblastomára utaló bizonyítékot fedeztek fel a fosszilizálódott Brachylophosaurus csontvázakban. Bruce Rothschild és mások komputertomográfiás (CT) vizsgálat és fluoroszkópos megjelenítés alkalmazásával próbáltak tumorokra bukkanni a dinoszaurusz csigolyákban. A teszt több különböző hadrosaurida, köztük a Bactrosaurus, a Gilmoreosaurus és az Edmontosaurus esetében is pozitív eredménnyel járt. Bár több, mint 10 000 fosszíliát vizsgáltak meg, a tumorok csak a Brachylophosaurusra és a közeli rokonságába tartozó nemekre korlátozódtak. A tumorok megjelenését okozhatták a környezeti hatások, de kiválthatta genetikai hajlandóság is.

## Felfedezés és későbbi leletek
A Brachylophosaurusról elsőként Charles M. Sternberg készített leírást 1953-ban egy koponya és egy részleges csontváz alapján, melyeket 1936-ban fedeztek fel, és először a Gryposaurus (illetve akkori nevén Kritosaurus) maradványának véltek. Ez maradt az egyetlen ismert példány egészen 1988-ig, amikor Jack Horner leírást készített a B. goodwiniről. Ez a faj Montanából, a Judith River-formációból került elő. Egy későbbi publikáció szerint a különbségek valószínűleg nem elegendőek a második faj megalapozására, ugyanis az észlelt eltérések egy része egy elmozdult koponyacsontnak tudható be. Ebből következően a Brachylophosaurus fajának neve canadensis lett, annak ellenére, hogy jobb állapotú fosszíliákat találtak Montanában, mint Albertában.

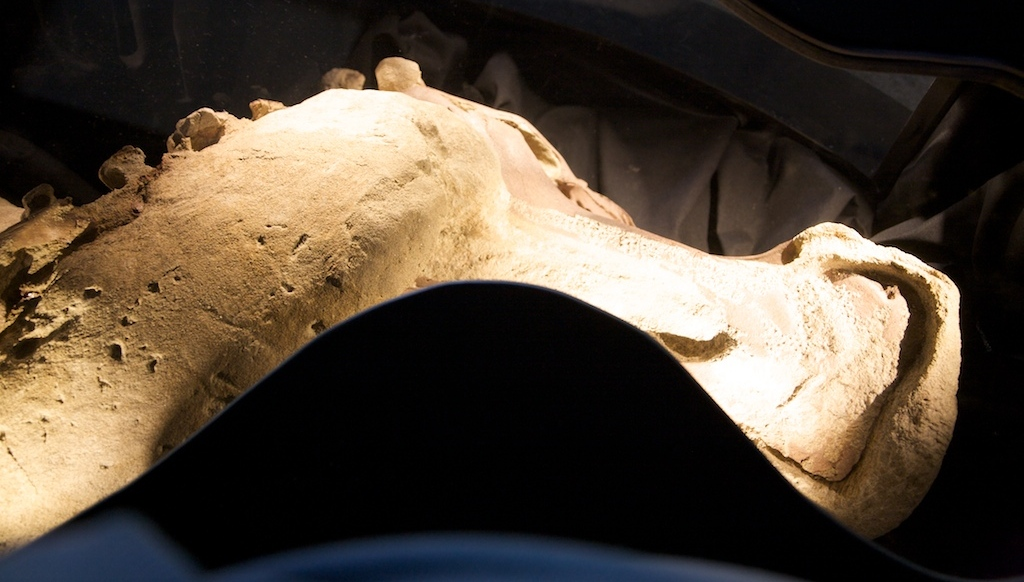
„Leonardo” koponyája és nyaka alulnézetből

1994-ben, egy amatőr őslénykutató, Nate Murphy felfedezett egy teljes és sértetlen Brachylophosaurus csontvázat, melynek az „Elvis” becenevet adta. Azonban egy ennél még jelentősebb felfedezés várt Murphy-re és a Judith River Dinosaur Institute csapatára. A 2000-ben megtalált „Leonardo” egy majdnem kifejlett Brachylophosaurus teljesen egybefüggő, és részben mumifikálódott csontváza. Ez az egyik legkülönlegesebb dinoszaurusz lelet, ami valaha előkerült, ezért a legjobb állapotban megőrződött dinoszauruszként bekerült a 2003-as Guinness Rekordok Könyvébe is. Ezt követően bukkantak rá a szintén teljes, de jóval karcsúbb „Robertára”, valamint egy fiatal példány, „Peanut” részleges csontvázára, amely bőrlenyomatokkal együtt őrződött meg. 2008 májusában Steven Cowan, a Houstoni Természettudományi Múzeum (Houston Museum of Natural Science) külkapcsolati koordinátora felfedezett egy „Marco” néven ismertté vált példányt ugyanazon a helyen, ahol „Leonardo” is előkerült.

## Fordítás
- Ez a szócikk részben vagy egészben a Brachylophosaurus című angol Wikipédia-szócikk ezen változatának fordításán alapul.  Az eredeti cikk szerkesztőit annak laptörténete sorolja fel. Ez a jelzés csupán a megfogalmazás eredetét és a szerzői jogokat jelzi, nem szolgál a cikkben szereplő információk forrásmegjelöléseként.